# Бойт, Майк
Майк Кипсубут Бойт — кенийский бегун на средние дистанции. Бронзовый призёр олимпийских игр 1972 года в беге на 800 метров. Также на Олимпиаде 1972 года занял 4-е место на дистанции 1500 метров. Чемпион Африки 1979 года в беге на 1500 метров. Победитель Игр Содружества 1978 года на дистанции 800 метров. В 1986 году получил степень доктора педагогических наук в Орегонском университете. Является представителем народности Нанди.
Личный рекорд на дистанции 800 метров — 1.43,57, в беге на 1500 метров — 3.33,67.
Его племянник Филип Бойт — лыжник.